# Condado de Zawiercie
Condado de Zawiercie (polaco: powiat zawierciański) é um powiat (condado) da Polónia, na voivodia da Silésia. A sede do condado é a cidade de Zawiercie. Estende-se por uma área de 1003,27 km², com 124 127 habitantes, segundo o censo de 2006, com uma densidade de 123,72 hab/km².

## Divisões admistrativas
O condado possui:
Comunas urbanas: Poręba, Zawiercie
Comunas urbana-rurais: Łazy, Ogrodzieniec, Pilica, Szczekociny
Comunas rurais: Irządze, Kroczyce, Włodowice, Żarnowiec
Cidades: Poręba, Zawiercie, Łazy, Ogrodzieniec, Pilica, Szczekociny

## Demografia
População (dados de 30 de Junho de 2006):
|          | Total   | Total | Mulheres | Mulheres | Homens  | Homens |
| -------- | ------- | ----- | -------- | -------- | ------- | ------ |
|          | pessoas | %     | pessoas  | %        | pessoas | %      |
| Total    | 124 127 | 100   | 64 157   | 51,7     | 59 970  | 48,3   |
| Cidades  | 79 197  | 100   | 41 545   | 52,5     | 37 652  | 47,5   |
| Povoados | 44 930  | 100   | 22 612   | 50,3     | 22 318  | 49,7   |